# جوزف نیوتون چندلر سوم
در ژوئیه ۲۰۰۲ مردی که به نام جوزف نیوتون چندلر سوم شناخته می‌شد در آپارتمانش در ایست لیک اوهایو خودکشی کرد. پس از مرگ وی، مسئولین موفق به پیدا کردن هیچ‌کدام از آشنایان وی نشدند. با تحقیقات بعدی مشخص شد جوزف نیوتون چندلر سوم در سال ۱۹۴۵ در سن ۸ سالگی در تصادف خودرو در تگزاس کشته شده‌است. مدت زمان طولانی استفاده او از هویت سرقتی باعث شده مسئولان احتمال دهند وی یک مجرم فراری بوده‌است.
در سال ۲۰۱۶ مارشالهای ایالات متحده اعلام کردند، متخصص ژنتیک جنایی کالین فیتزپتریک با آنالیز کروموزوم y خاندان مرد را به نام خانوادگی نیکولز یا نیکولاس نسبت داده‌است. در ۲۱ جون ۲۰۱۸ اعلام شد هویت واقعی وی با آزمایش DNA رابرت ایوان نیکولز تشخیص داده شده‌است. دلیل استفاده وی از نام و هویت سرقتی هنوز مشخص نیست.

## پیش زمینه

### جوزف نیوتون چندلر سوم واقعی
جوزف نیوتون چندلر سوم در بافلو، نیویورک به دنیا آمد. وی در ۲۱ دسامبر ۱۹۴۵ در سن هشت سالگی در یک تصادف به همراه پدر و مادرش در تگزاس کشته شد. گزارشهای موجود از حادثه دربارهٔ محل حادثه، شرمن یا ودرفورد اختلاف نظر دارند.

### زندگی رابرت ایوان نیکولز و سرقت هویت
رابرت ایوان نیکولز در ۱۲ سپتامبر ۱۹۲۶ در نیوآلبانی، ایندیانا به دنیا آمد. پدرش سیلاس و مادرش آلفا بود که چهار پسر داشتند. رابرت نیکولز به ارتش آمریکا در جنگ جهانی دوم پیوست و به عنوان آتش‌نشان در کشتی USS Aaron Ward (DM-34) که در ۱۹۴۵ توسط نیروهای ژاپن در اوکیناوا بمباران شد خدمت کرد. وی در همان حمله مجروح شد و نشان قلب بنفش دریافت کرد. نیکولز بعد از پایان جنگ یونیفورم نظامی خود را سوزاند. با این حال پسرش او را یک وطن‌پرست معرفی می‌کند.
نیکولز در سال ۱۹۴۷ با لاورن کورت ازدواج کرد و صاحب سه پسر شد. او طی این مدت به عنوان نقشه‌کش در جنرال الکتریک کار می‌کرد. در سال ۱۹۶۴ نیکولز خانواده خود را ترک و درخواست طلاق داد. نیکولز به همسرش دربارهٔ دلیل طلاق گفت: «به موقعش دلیلش را می‌فهمی».
او بعد به دیربورن میشیگان نقل مکان کرد و به والدینش گفت در کارخانه اتومبیل‌سازی کار می‌کند. در ماه مارس ۱۹۶۵ طی نامه‌ای به پدر و مادرش اعلام کرد به ریچموند کالیفرنیا نقل مکان کرده‌است. وی در همان ماه از نپا، کالیفرنیا نامه‌ای نیز به پسرش فیل نوشت. این آخرین تماس رابرت با خانواده‌اش بود و آنها بعد از این نامه هیچ اطلاع و ارتباطی با وی پیدا نکرده و در سال ۱۹۶۵ مفقود شدن وی را ب‍ه پلیس اعلام کردند. طبق اظهار سازمان مالیات آمریکا نیکولز تا سال ۱۹۷۶ با نام واقعی خود کار می‌کرده‌است.
نیکولز در سپتامبر ۱۹۷۸ در رپید سیتی داکوتای جنوبی هویت چندلر را به سرقت برد. وی در این سال طی نامه‌ای به بیمارستان محل تولد چندلر در بافلو، کپی گواهی تولد چندلر را درخواست می‌کند و با دریافت آن، برای دریافت شماره تأمین اجتماعی اقدام و بعد از مدت کوتاهی به کلیولند نقل مکان می‌کند. اینکه نیکولز از کجا چندلر را می‌شناخته هنوز مشخص نیست.
نیکولز یازده سال از هویت دزدیده شده بزرگتر بود. این میزان بالاترین میزانی است که تاکنون در این نوع پرونده‌ها دیده شده‌است. معمولاً هویتهایی برای سرقت هویت انتخاب می‌شوند که از نظر سن به سارق نزدیک باشند.
او در سال ۱۹۷۸برای شرکت مهندسی ادکو کار می‌کرد. بعد از آن به عنوان طراح برق و نقشه‌کش در دفتر مرکزی شرکت شیمیایی لوبریزول در ویکلیف اوهایو کار کرد و در سال ۱۹۹۷ اخراج شد. نیکولز در ساخت چیزهای مختلف بسیار ماهر بود. پسرش فیل نیکولز می‌گوید پدرش وقتی بچه بود برایش یک کایاک و یک مسلسل ساخته بود. رابرت نیکولز ادعا می‌کرد که خواهری به نام «مری ویلسون» دارد که در کلمبوس اوهایو زندگی می‌کند. آدرسی که برای خواهرش ارائه کرده بود به محلی خالی منتهی شد. بعد از کشف هویت واقعی وی، مشخص شد وی در آدرس مشابه ولی در شهر نیوآلبانی به دنیا آمده‌است.
همکارانش وی را مردی منزوی توصیف کردند که به جز محل کار و برای خوردن از منزل خارج نمی‌شد. به گفته همکارانش، او به ندرت با کسی حرف می‌زد و به نظر می‌رسید دوستان کمی داشته باشد یا اصلاً دوستی نداشته باشد. نیکولز عادتهای عجیبی مثل ساعتها گوش دادن به نویز سفید داشت. او یک بار ده ساعت مسافتی ۷۰۰ مایلی/۱۱۰۰ کیلومتری به مقصد فروشگاه ال.ال. بین در مین تگزاس رانندگی کرده و بلافاصله برگشته بود، زیرا جای پارک پیدا نکرده بود. همکارانش همین‌طور می‌گویند او گاهی برای مدتی ناپدید می‌شد، می‌گفت «دارند نزدیک می‌شوند»، ولی بعد از مدتی برمی‌گشت.

## خودکشی
جسد نیکولز در ۳۰ ژوئیه ۲۰۰۲ در منزلش پیدا شد. همسایگان بعد از اینکه چند روزی وی را ندیدند به صاحبخانه اطلاع دادند و صاحبخانه بعد از ورود ابتدا متوجه بوی تعفن شدید شده و بعد از مشاهده جسد در حمام پلیس را مطلع کرد. پلیس بعد از ورود اولیه و مشاهده جسد به دلیل بوی تعفن بسیار شدید و وجود هزاران مگس، قادر به بررسی صحنه نبود. بعد از ارسال ماسکهای اکسیژن و کار گذاشتن یک فن بزرگ در ورودی ساختمان، پلیس توانست صحنه را بررسی کند. مرد با گذاشتن یک اسلحه رولور کالیبر .۳۸ در داخل دهان و شلیک خودکشی کرده بود. گلوله اسلحه که از سمت دیگر جمجمه خارج شده بود در وان حمام پیدا شد. اسلحه متعلق به خود وی بود که چند ماه قبل از خودکشی خریده بود. ممکن است دلیل خودکشی مرد این باشد که مدتی قبل از خودکشی مطلع شده بود به سرطان روده بزرگ مبتلاست
نیکولز ۸۲۰۰۰ دلار در حساب بانکی خود پول داشت و همکارانش را به عنوان تماس اضطراری ذکر کرده بود. گذشته وی زمانی کشف شد که پلیس نتوانست بستگان وی را پیدا کند و کشف کرد چندلر واقعی سالها قبل کشته شده‌است. مأموران نتوانستند هیچ اثر انگشت قابل استفاده ای از نیکولز پیدا کنند و فقط نمونه DNA وی از بیمارستانی که در سال ۲۰۰۰ او را معاینه کرده بود پیدا شد.

## شناسایی
در سال ۲۰۱۴ به درخواست پلیس محلی، پیتر الیوت مأمور مارشال آمریکا کار روی پرونده را آغاز کرد. ابتدا نمونه ای که نیکولز به بیمارستان لیک‌کانتی داده بود با دیتابیس مجرمین آمریکا مطابقت شد که نتیجه‌ای نداشت. در سال ۲۰۱۶ الیوت از متخصص ژنتیک کالین فیتزپتریک کمک خواست. فیتزپتریک و همکارش مارگارت پرس، ابتدا با استفاده از کروموزوم y نام خانوادگی را نیکولز یا نیکولاس تشخیص دادند. در سال ۲۰۱۸ با استفاده از آنالیز اتوزومDNA و جی ای دی مچ (دیتابیس متن باز ژنتیک انسان) خانواده‌ای در نیوآلبانی ایندیانا شناسایی کردند که پسرشان رابرت نیکولز، گمشده گزارش شده بود. تست DNA روی فیل پسر رابرت ثابت کرد که فرد خودکشی کرده، رابرت نیکولز بوده‌است. فیل که موقع رفتن پدرش ۱۶ساله بود، پدرش را از روی عکس شناسایی کرد. فیل گفت هیچ کینه‌ای از پدرش به دل ندارد.

## تئوری‌ها
پیش از کشف هویت واقعی، مسئولین و پلیس مطمئن بودند که مرد به نوعی مجرم فراری بوده‌است. تئوریهای زیادی مطرح شد ولی هیچ‌کدام تاکنون تأیید نشده‌اند.
کارآگاهان اینترنتی می‌گویند او ممکن است قاتل زنجیره ای زودیاک باشد. شباهتهایی بین مرد و چهره بازسازی شده زودیاک وجود دارد، ضمناً مرد قبلاً در کالیفرنیا زندگی کرده که محل قتلهای زودیاک بوده‌است.
بعد از تشخیص هویت واقعی وی، هنوز پلیس هیچ سابقه جنایی از نام اصلی یا جعلی پیدا نکرده‌است. با این حال الیوت می‌گوید نیکولز همیشه آماده بوده زندگی خود را به سرعت ترک کند. نیکولز همیشه یک چمدان آماده در آپارتمانش داشته‌است. الیوت اعتقاد دارد حتماً دلیلی وجود داشته که رابرت هویت پسر هشت ساله را به سرقت برده و سالها با آن هویت جعلی زندگی کرده و با خانواده‌اش تماس نگرفته‌است. حتماً دلیلی هست که ۸۲۰۰۰ دلار را در بانک پس‌انداز کرده و برای پسرش ارث نگذاشته‌است. حتماً شخصی هست که کلید این ماجرا در دستهای اوست.
پلیس در حال بررسی ارتباط احتمالی مقتول با آدم‌ربایی و قتل ایمی میهالیویچ دختر 10 ساله در سال 1989 است.

## جزئیات شخصی

### خصوصیات ظاهری
مرد سفیدپوست، بین ۶۵–۷۰ ساله، قد ۱۷۰ سانتی‌متر و وزن ۷۳ کیلوگرم. موهای جوگندمی و چشمان خاکستری